# Серапиас сошниковый
Серапиас сошниковый — вид рода Серапиас семейства Орхидные.

## Ботаническое описание
Корнеклубневой многолетник высотой 20-60см. Клубни либо яйцевидной, либо шаровидной формы. Соцветие - колос высотой 5-12см., состоящий обычно из 8-10 цветков. Прицветники прямоугольной формы. Околоцветник зигоморфный. Губа выемками поделена на 2 части. Завязь сидячая. Цветок имитирует гнездо пчёл надсемейства Apoidea,что способствует опылению цветков данными пчёлами. Плод- коробочка. Цветёт в мае- июне.
Произрастает на сырых лугах и лесных опушках.

## Ареал
В России встречается в Краснодарском крае и Кавказе. За рубежом произрастает в Средизимноморье, Балканах и Малой Азии.

## Охранный статус
Редкий вид. Занесён в Красные книги России и Краснодарского края. Вымирает в связи с хозяйственным освоением территорий в местах произрастания, сбора на букеты.